# Médaille Sylvester
La médaille Sylvester est une distinction scientifique décernée par la Royal Society (académie des sciences britannique). 

## Histoire
Créée en 1901 en l'honneur du mathématicien James Joseph Sylvester après sa mort, cette médaille de bronze récompense les jeunes chercheurs en mathématiques et est accompagnée d'un don de 1 000 £. Au départ décernée tous les trois ans, elle est, depuis 2009, décernée tous les deux ans.  

## Liste des lauréats
- 1901 : Henri Poincaré[2]
- 1904 : Georg Cantor
- 1907 : Wilhelm Wirtinger
- 1910 : Henry Frederick Baker
- 1913 : James Whitbread Lee Glaisher
- 1916 : Gaston Darboux
- 1919 : Percy Alexander MacMahon
- 1922 : Tullio Levi-Civita
- 1925 : Alfred North Whitehead[3]
- 1928 : William Henry Young
- 1931 : Edmund Taylor Whittaker
- 1934 : Bertrand Russell
- 1937 : Augustus Edward Hough Love
- 1940 : Godfrey Harold Hardy
- 1943 : John Edensor Littlewood
- 1946 : George Neville Watson
- 1949 : Louis Joel Mordell
- 1952 : Abram Besicovitch
- 1955 : Edward Charles Titchmarsh
- 1958 : Max Newman
- 1961 : Philip Hall
- 1964 : Mary Cartwright
- 1967 : Harold Davenport
- 1970 : George Temple
- 1973 : John Cassels
- 1976 : David George Kendall
- 1979 : Graham Higman
- 1982 : Frank Adams
- 1985 : John Griggs Thompson
- 1988 : C. T. C. Wall
- 1991 : Klaus Roth
- 1994 : Peter Whittle
- 1997 : H.S.M. Coxeter
- 2000 : Nigel Hitchin
- 2003 : Lennart Carleson
- 2006 : Peter Swinnerton-Dyer
- 2009 : John M. Ball
- 2010 : Graeme Segal
- 2012 : John Toland
- 2014 : Ben Joseph Green
- 2016 : Timothy Gowers
- 2018 : Dusa McDuff
- 2019 : Peter Sarnak
- 2020 : Bryan Birch
- 2021 : Frances Kirwan
- 2022 : Roger Heath-Brown
- 2023 : Miles Reid
- 2024 : Philip Maini